# Teigebyen
Teigebyen is een plaats in de Noorse gemeente Nannestad, fylke Akershus. Teigebyen telt 2318 inwoners (2007) en heeft een oppervlakte van 1,49 km².
Teigebyen is het administratieve centrum van de gemeente Nannestad.